# Blanche Descartes
Blanche Descartes ist das Pseudonym einer Gruppe englischer Mathematiker: William Thomas Tutte, R. Leonard Brooks (1916–1993), Arthur Harold Stone (1916–2000) und des Statistikers Cedric Smith (1917–2002). Der Vornamen Blanche enthält die Anfangsbuchstaben der Vornamen der Vier (Bill, Leonard, Arthur, Cedric), der Name kann als Wortspiel zu Carte blanche bzw. Descartes verstanden werden.
Die vier Mathematiker trafen sich Mitte der 1930er Jahre als Studenten des Trinity College der Universität Cambridge, wo sie die Trinity Mathematical Society gründeten. Alle vier sind als Autoren einer gemeinsamen Arbeit über die so genannte „Quadratur des Quadrates“, die Aufteilung eines Quadrats in kleinere Quadrate bekannt (wobei sie kein Pseudonym benutzten). Unter Blanche Descartes veröffentlichten sie eine Zerlegung eines Quadrats in Rechtecke gleichen Flächeninhalts (Zerlegung von Blanche).
Sie veröffentlichten unter dem Pseudonym rund 30 Arbeiten, unter anderem zur Unterhaltungsmathematik, Kombinatorik, aber auch scherzhafte Gedichte, und ähnliche mathematische Scherze. Beispielsweise veröffentlichten sie eine Lösung des Problems gefälschter Münzen: Gegeben sind 12 Pennies (ergeben einen Shilling), einer davon ist falsch (und wiegt etwas mehr), welche Mindestanzahl von Wägungen mit einer Balkenwaage sind nötig, um die falsche Münze zu entdecken? Die Antwort ist drei, Blanche Descartes fand eine Lösung im allgemeinen Fall für n Münzen.
Tutte veröffentlichte unter Blanche Descartes verschiedene Arbeiten zur Graphentheorie, zum Beispiel zur Färbung von Graphen. So veröffentlichte er ein Beispiel eines Snarks (der Name stammt von Martin Gardner nach Lewis Carroll, Hunting of the Snark), das heißt ein Graph, in dem jeder Knoten drei Nachbarn hat und dessen Kanten nicht mit drei Farben gefärbt werden können, ohne dass an einem der Knoten zwei Kanten die gleiche Farbe haben. Sie sind schon seit den Studien von Peter Guthrie Tait zum Vierfarbenproblem bekannt, das nach Tait äquivalent zu der Aussage ist, dass es keine planaren Snarks gibt. Der erste entdeckte Snark stammt von Julius Peter Christian Petersen (1898), zwei weitere von Danilo Blanuša (1946), Blanche Descartes entdeckte den vierten, George Szekeres 1973 den fünften und Rufus Isaacs fand 1975 zwei unendliche Familien.